# Antonio Vodanovic (Moderator)

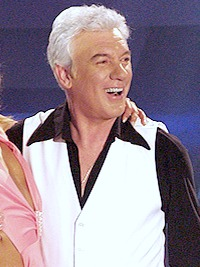
Antonio Vodanovic, 2006

Antonio Andrés Vodanovic Paolinelli (* 2. März 1949 in Santiago de Chile) ist ein chilenischer Fernsehmoderator und Journalist.
Vodanovic absolvierte ein Ingenieurstudium an der Universidad Católica. Seine Laufbahn als Moderator begann er 1972 bei Canal 13, wo er die Sendereihe Campeonato Estudiantil leitete. Daneben arbeitete er in dieser Zeit als Reporter für die Show Sábado Gigante. Bei Televisión Nacional de Chile moderierte er sechzehn Mal die Wahl der Miss Chile und mehrfach das Festival OTI de la Canción. Von 1976 bis 2004 war er Moderator des Festival Internacional de la Canción de Viña del Mar. Großen Erfolg hatte er mit Prime-Time-Sendungen wie La Gran Noche, El Gran Baile, La Gran Canción, Siempre Lunes und Sabor Latino. In den 1980er Jahren wirkte er an Programmen des Spanish International Network in den USA mit.